# Iwan Alexandrowitsch Pyrjew

Grabstein Pyrjews auf dem Nowodewitschi-Friedhof

Iwan Alexandrowitsch Pyrjew (russisch Иван Александрович Пырьев, wiss. Transliteration Ivan Aleksandrovič Pyrʹev; * 4. Novemberjul. / 17. November 1901greg. in Kamen am Ob, Russisches Kaiserreich; † 7. Februar 1968 in Moskau) war ein sowjetischer Filmregisseur. Ihm wurde 1948 der Ehrentitel „Volkskünstler der UdSSR“ verliehen.

## Biografie
Pyrjews Eltern waren sibirische Bauern. Iwan Pyrjew wuchs in Kamen am Ob und in Mariinsk auf, bis er im Alter von etwa 14 Jahren aus dem Hause zog. 1918 und später kämpfte er als Freiwilliger an der Sibirischen Front des Russischen Bürgerkrieges an der Seite der Roten Armee. Dort war er auch als politischer Agitator tätig und besuchte Theaterkurse an einem Studio, wo er seinen späteren Regisseurkollegen Grigori Alexandrow kennenlernte. Nach dem Krieg lebte Pyrjew eine Weile in Jekaterinburg, wo er zusammen mit Alexandrow kleinere Rollen in einer Dramatruppe spielte. 1921 gingen die beiden nach Moskau. Dort spielte Pyrjew zunächst an einem der neugegründeten „Arbeitertheater“, wo er u. a. eine Nebenrolle in Sergei Eisensteins Stück Mexikaner erhielt, später arbeitete er mit Theaterregisseur Meyerhold als Schauspieler zusammen.
Seine Filmkarriere begann Pyrjew 1925, nachdem er unter Federführung Meyerholds Regiekurse absolvierte. Er betätigte sich einige Jahre als Regieassistent, bis 1929 mit Fremde Frau sein erster Spielfilm erschien. In den 1930er-Jahren drehte Pyrjew am neu entstandenen Mosfilm-Studio in Moskau weitere Filme. Erfolg konnten unter anderem das Politdrama Parteimandat (1936) sowie mehrere Musicalkomödien im Stil Alexandrows verbuchen, für deren musikalische Untermalung Pyrjew renommierte Liedermacher wie Dunajewski, Lebedew-Kumatsch und Chrennikow gewinnen konnte.
1936 heiratete Pyrjew die Schauspielerin Marina Ladynina, die damals und bis in die 1950er-Jahre hinein, als die Ehe geschieden wurde, in seinen Streifen mitspielte.
In den 1950er- und 1960er-Jahren drehte Pyrjew auch drei Filmdramen, die nicht an den Erfolg seiner Komödien aus der Vorkriegszeit anknüpfen konnten. Zu den bekannteren Spätwerken Pyrjews gehören Verfilmungen mehrerer Werke von Dostojewski. Das letzte davon, Die Brüder Karamasow, wurde 1968 abgedreht. Die Uraufführung dieses Films erlebte Pyrjew aber nicht mehr.

## Filmografie
- 1929: Fremde Frau (Посторонняя женщина)
- 1930: Staatsbeamter (Государственный чиновник)
- 1933: Fließband des Todes (Конвейер смерти)
- 1936: Parteimandat (Партийный билет)
- 1937: Reiche Braut (Богатая невеста)
- 1939: Traktoristen (Трактористы)
- 1940: Geliebtes Mädchen (Любимая девушка)
- 1941: Sie trafen sich in Moskau (Свинарка и пастух)
- 1942: Der Sekretär des Gebietskomitees (Секретарь райкома)
- 1944: Um 6 Uhr Abends nach dem Krieg (В 6 часов вечера после войны)
- 1948: Das Lied von Sibirien (Сказание о земле Сибирской)
- 1949: Kubankosaken (Кубанские казаки)
- 1951: Freundschaft siegt (mit Joris Ivens; Мы за мир)
- 1954: Treueprüfung (Испытание верности)
- 1958: Der Idiot (Идиот)
- 1959: Weiße Nächte (Белые ночи)
- 1960: Voll im Ernst (Совершенно серьёзно)
- 1962: Schwere Entscheidung (Наш общий друг)
- 1964: Das Licht eines weiten Sterns (Свет далёкой звезды)
- 1969: Die Brüder Karamasow (mit Kirill Lawrow und Michail Uljanow; Братья Карамазовы)

## Ehrungen, Auszeichnungen
- Stalinpreis (1941, 1942, 1943, 1946, 1948, 1951)
- Volkskünstler der UdSSR (1948)
- Internationaler Friedenspreis (Weltfriedensrat) (1952)
- Jury-Sonderpreis des Internationalen Filmfestivals Moskau (1969, postum)